# Altahmo
Altahmo, jedno od plemena i sela Costanoan Indijanaca koji su nekada živjeli na San Francisco zaljevu u Kaliforniji. Zajedno s još nekoliko plemena i sela pripadaju široj skupini Ramaytush ili San Francisco Costanoans, koji dolaze pod utjecaj misije Dolores (San Francisco) utemeljene 1776. Razni autori nazivali su ih sličnim imenima Al-tah-mos, Altajumi, Altajumo i Altatmos.  -Lovci i ribari.

## Vanjske poveznice
- History of Dolores Mission